# Vụ rơi máy bay Sukhoi Su-30 của Không quân Việt Nam 2016
Ngày 14 tháng 6 năm 2016, một máy bay tiêm kích Su-30 MK2 của Không quân Nhân dân Việt Nam xuất phát từ Sân bay Sao Vàng (Thọ Xuân, Thanh Hóa) để thực tập huấn luyện, sau đó đã mất liên lạc khi cách đất liền ở Diễn Châu (Nghệ An) khoảng 25 km. Một trong 2 phi công đã sống sót. Trong quá trình tìm kiếm Su-30, một máy bay CASA-212 số hiệu 8983 cũng đã mất liên lạc, trên máy bay có chín người.

## Tai nạn
Sáng 14 tháng 6, đội hình tiêm kích Su-30 xuất phát từ Sân bay Sao Vàng (Thọ Xuân, Thanh Hóa) thực hiện nhiệm vụ huấn luyện trên biển.
Đến 7 giờ 29 phút, chiếc Su-30 số hiệu 8585 mất liên lạc khi đang trên vùng biển phía đông Nghệ An.
Lúc đó mục tiêu huấn luyện chỉ còn cách 15 km thì trong buồng lái có tiếng nổ, hai phi công đã nhảy dù thoát ra. Lúc đáp xuống mặt biển, hai người vẫn nhìn thấy dù của nhau.
Vị trí máy bay rơi nằm phía Đông Bắc đảo Hòn Mắt (Nghệ An).

## Tìm kiếm

### Quá trình tìm kiếm
- Ngày 14 tháng 06:

Thủ tướng Nguyễn Xuân Phúc đã có công điện gửi Bộ Quốc phòng và hai tỉnh Nghệ An, Thanh Hóa tập trung tìm mọi biện pháp và huy động lực lượng, phương tiện khẩn trương tìm kiếm cứu nạn phi công và  máy bay.
- Ngày 15 tháng 06:

Khoảng 4 giờ 00, khi tàu cá HT-20219TS của ông Phạm Văn Lệ đang đánh bắt hải sản ở khu vực tọa độ 19.14 độ vĩ Bắc và 106.28 độ kinh Đông thì phát hiện và cứu phi công Nguyễn Hữu Cường.
13 giờ, tàu biên phòng BP 34.98.01 của Biên phòng Nghệ An đưa phi công Nguyễn Hữu Cường cập cảng hải đội 2 an toàn.
Đến trưa 15 tháng 06, ngoài các lực lượng quân đội, Quân khu 4 đã chỉ đạo Bộ Chỉ huy quân sự tỉnh Thanh Hóa tham mưu cho chính quyền địa phương tổ chức huy động 30 tàu cá ngư dân tham gia tìm kiếm máy bay Su-30 và phi công còn mất tích trên vùng biển từ Thành phố Thanh Hoá theo hướng Đông ra biển 100 km và chạy dọc bờ biển vào giáp với phía Bắc đảo Hòn Mắt (từ 19 đến 20 độ vĩ Bắc). Các lực lượng khác tiếp tục tổ chức tìm kiếm khu vực tọa độ 19 độ vĩ Bắc và 106,04 độ kinh Đông và các vùng lân cận xung quanh vị trí xác định.
Ngoài lực lượng của Chính phủ, Bộ Quốc phòng, Nghệ An huy động 56 tàu bao gồm 6 tàu của Bộ Chỉ huy quân sự tỉnh, Bộ Chỉ huy Bộ đội Biên phòng tỉnh và 50 tàu cá của ngư dân.
- Ngày 16 tháng 06:

Tại cuộc họp với các lực lượng tìm kiếm sáng 16 tháng 06, Thượng tướng Võ Văn Tuấn, Phó Tổng Tham mưu trưởng Quân đội Nhân dân Việt Nam chỉ đạo tiếp tục huy động tổng lực, mở rộng diện tích tìm kiếm từ biển Thái Bình vào đến Đà Nẵng với mục tiêu nhanh chóng tìm thấy phi công Khải.
12 giờ 30, trên đường bay tìm kiếm cứu nạn máy bay Su-30, máy bay CASA-212 số hiệu 8983 đã mất liên lạc, trên máy bay có chín người.
Chiều 16 tháng 06, lực lượng tìm kiếm đã phát hiện và trục vớt được một vật nghi là trục bánh của máy bay Su-30. Thứ trưởng Bộ Giao thông Vận tải Nguyễn Nhật cũng đã có mặt tại Sở chỉ huy tìm kiếm ở thị xã Cửa Lò, cùng chỉ đạo lực lượng tăng cường phối hợp với Ban chỉ huy tìm kiếm cứu nạn Bộ Quốc phòng, Ủy ban nhân dân Tỉnh Nghệ An tìm kiếm mở rộng thêm phạm vi tập trung về phía bắc, kéo dài từ vùng biển tỉnh Ninh Bình đến Đà Nẵng để tìm kiếm phi công Trần Quang Khải.
Tính đến ngày này, đã có hơn 100 tàu của các lực lượng Quân khu 4, Biên phòng, Kiểm ngư, Ngư dân với khoảng 1200 người phối hợp với máy bay trực thăng, thủy phi cơ rà soát trên biển để tìm kiếm phi công Trần Quang Khải và máy bay Su-30.
- Ngày 17 tháng 06:

Lực lượng cứu hộ, cứu nạn đã huy động 191 tàu của Hải quân, Cảnh sát biển và Ngư dân tham gia tìm kiếm. Số người tham gia tìm kiếm lên đến 2300 người.
Khu vực tìm kiếm được chia thành 3 vùng. Vùng gần bờ do lực lượng Quân khu 4 và Bộ đội Biên phòng đảm nhận. Khu vực tiếp theo do lực lượng Hải quân và ngoài cùng là lực lượng Cảnh sát biển đảm nhiệm.
18 giờ 00, tàu cá mang số hiệu NA-90554TS của ngư Đậu Văn Kính (trú ở Nghi Xuân, Nghi Lộc, Nghệ An) trong lúc đánh bắt tại vùng biển cách Đông Đông Nam Hòn Mê, thuộc Thanh Hóa khoảng 33 hải lý đã phát hiện một thi thể cuộn trong dù tại tọa độ 19.02 độ vĩ Bắc, 106.28 độ kinh Đông; sau đó được xác định là phi công Trần Quang Khải.
Ngay sau khi nhận được tin báo, Ban chỉ huy tìm kiếm cứu nạn đóng tại Cửa Lò, Nghệ An đã huy động tàu CN 09 mang số hiệu BP 06.19.01 xuất phát từ cầu Cảng Hải đội 2 – Bộ Chỉ huy Bộ đội Biên phòng Tỉnh Nghệ An tại Cửa Hội để ra tiếp cận tàu cá của ngư dân và đưa thi thể Đại tá, phi công Trần Quang Khải vào đất liền.
Đến khoảng 21 giờ 30, thi thể phi công Khải được bàn giao cho tàu cứu nạn CN 09.
- Ngày 18 tháng 06:

05 giờ 00, phi công Khải đã được các đồng đội đưa vào bờ từ tàu CN 09 số hiệu BP 06.19.01.
- Ngày 25 tháng 06:

Tối 25 tháng 06, trong khi đang đánh cá ở khu vực vùng biển giáp ranh giữa Thanh Hóa với Nghệ An. Ở tọa độ 10 độ vị Bắc, 11 độ kinh Đông, cách đảo Mê khoảng 10 hải lý, tàu cá của ngư dân Nguyễn Văn Sơn trú xã Hải Ninh (Tĩnh Gia) phát hiện một chiếc ghế trôi trên biển, gần khu vực máy bay Su 30MK2 gặp nạn.
- Ngày 26 tháng 06:

Sáng 26 tháng 06, các cơ quan chức năng huyện Tĩnh Gia (Thanh Hóa) và Trung đoàn 923 (Sư đoàn Không quân 371) đã đến kiểm tra, xác minh đây là ghế ngồi của chiếc máy bay SU 30MK2 gặp nạn.

### Lực lượng tham gia tìm kiếm
Bộ Quốc phòng:
- Không quân Nhân dân Việt Nam.
- Hải quân Nhân dân Việt Nam.
- Bộ đội Biên phòng Việt Nam.
- Cảnh sát biển Việt Nam.
- Quân khu 4.

Bộ Giao thông Vận tải:
- Trung tâm Phối hợp Tìm kiếm cứu nạn Hàng hải Việt Nam.

Địa phương: Ngư dân các địa phương ven biển
- Nam Định.
- Thái Bình.
- Thanh Hóa.
- Nghệ An.
- Hà Tĩnh.

## Thông tin phi hành đoàn
| STT | Họ tên                                                                     | Năm sinh | Quê quán              | Chức vụ                                                                 | Phi công | Thành tích                                                                       | Ghi chú  |
| --- | -------------------------------------------------------------------------- | -------- | --------------------- | ----------------------------------------------------------------------- | -------- | -------------------------------------------------------------------------------- | -------- |
| 1   | Tập tin:Vietnam People's Air Force Senior Colonel Left.jpg Trần Quang Khải | 1973     | Lạng Giang, Bắc Giang | Trung đoàn phó, Tham mưu trưởng Trung đoàn 923 (Sư đoàn Không quân 371) | Cấp I    | *Huân chương Bảo vệ Tổ quốc hạng I *Huân chương Chiến sĩ vẻ vang hạng I, II, III | Tử nạn   |
| 2   | Nguyễn Hữu Cường                                                           | 1977     | Bắc Giang             | Phi đội phó Phi đội 1 - Trung đoàn 923 (Sư đoàn Không quân 371)         | Cấp III  |                                                                                  | Sống sót |

## Liên quan

### Đại tá Trần Quang Khải
- Thăng quân hàm vượt niên hạn:

Quân ủy Trung ương, Bộ Quốc phòng đã thăng quân hàm từ Thượng tá lên Đại tá cho phi công Trần Quang Khải.
- Tang lễ:

Sáng 20 tháng 06, lễ truy điệu - Đại tá Trần Quang Khải được tổ chức long trọng theo nghi thức Quân đội Nhân dân Việt Nam, tại nhà tang lễ Bệnh viện Quân y 4 (Quân khu 4), đường Lê Viết Thuật, Hưng Lộc, Vinh, Nghệ An. Đến viếng có Phó Thủ tướng Trịnh Đình Dũng
Sau đó, thi hài của phi công Trần Quang Khải được di quan từ Vinh (Nghệ An) về quê Lạng Giang, Bắc Giang để tổ chức lễ viếng tại quê nhà. Hỏa táng tại Đài hóa thân Hoàn Vũ, Văn Điển, Thanh Trì, Hà Nội. An táng tại Nghĩa trang liệt sĩ tại Tân Dĩnh, Lạng Giang, Bắc Giang.
- Tuyển đặc cách cho vợ Đại tá Khải:

Qua nắm tình hình, được biết vợ Đại tá Khải, bà Trần Thị Hà Thạc sĩ Sinh học hiện là giáo viên hợp đồng tại Trường Trung học phổ thông Chu Văn An. Chủ tịch Ủy ban Nhân dân Thành phố Hà Nội Nguyễn Đức Chung đã chỉ đạo Sở Nội vụ chủ trì phối hợp Sở Giáo dục và Đào tạo kiểm tra, xem xét việc tuyển dụng bà Hà.
Ngày 18 tháng 06, Sở Giáo dục và Đào tạo Hà Nội và các cơ quan liên quan đã thành lập hội đồng để xét đặc cách tuyển dụng cô giáo Trần Thị Hà là vợ của đại tá Khải vào ngành giáo dục.
Trên cơ sở tờ trình của giám đốc Sở Nội vụ về đề nghị phê duyệt kết quả xét tuyển đặc cách và tuyển dụng vào viên chức của Sở Giáo dục và Đào tạo năm 2016, Chủ tịch Ủy ban Nhân dân Thành phố Hà Nội đã quyết định tuyển dụng đặc cách trở thành giáo viên Trường Trung học phổ thông Chu Văn An, Tây Hồ.

### Thiếu tá Nguyễn Hữu Cường
Sau khi trở về đất liền, thiếu tá Cường được chuyển đến Bệnh viện Trung ương Quân đội 108 để điều trị.
Sáng 24 tháng 06, Bộ Lao động - Thương binh và Xã hội Đào Ngọc Dung đã tới Bệnh viện 108 thăm hỏi thiếu tá Nguyễn Hữu Cường.